# Berakit
Berakit is een bestuurslaag in het regentschap Bintan van de provincie Riouwarchipel, Indonesië. Berakit telt 1687 inwoners (volkstelling 2010).